# صباح الورد (مسلسل)
صباح الورد، مسلسل مصري صدر سنة 1995، من إخراج عادل صادق وبطولة مديحة يسري

## ملخص القصة
كان للتغير السياسي الذي طرأ على مصر أثره الكبير في تغير شكل الحياة الاجتماعية، ويظهر ذلك من خلال سكان شارع رضوان بإحدى مناطق مصر القديمة، فتبدلت أحوالهم وتعددت أنماطهم بعد أن كانوا نمطًَا واحدًا، واختلف السلوك العام فأخدت الحياة في الشارع شكلًا اجتماعيًا جديدًا.

## طاقم العمل
- مديحة يسري
- يوسف شعبان
- إيمان الطوخي
- حسن حسني
- نهلة سلامة
- شريف منير